# КБ-2А Чучулига
КБ-2А „Чучулига“ е български учебно-тренировъчен самолет, разработен и произвеждан в Самолетна фабрика „Капрони Български“ – Казанлък.

## Създаване
Преди КБ-2А от „Капрони Български“ излизат учебно-тренировъчните КБ-1 Пеперуда и КБ-2УТ, които показват не особено задоволителни характеристики, което довежда до предявяването на известни претенции от страна на летателно-техническите служби на българската авиация. По тази причина във фирмата допълнително са назначени група български инженери, водени от главния конструктор на ДАР – Божурище инж. Цветан Лазаров. Авиационните специалисти решават да подобрят качествата на КБ-2УТ, чиято конструкция притежава големи резерви за развитие, чрез радикална модернизация на машината, в резултат на което се появява практически нов самолет. За двигател е избран чехословашкия Walther Castor, заменил безнадеждно остарелите (от времето на Първата световна война) разнородни двигатели на КБ-2УТ; той е по-лек, 7-цилиндров, звездообразен с въздушно охлаждане и максимална мощност 176.5 kW/240 h. p. Кръглото сечение на тялото става елипсовидно, пилотските кабини са разширени и издигнати, значително подобрявайки обзора напред. Проблемният колесник на КБ-2УТ е основно преработен и изместен напред, пред центъра на тежестта, като с това значително се намалява опасността от преобръщане на гръб (капотиране) при кацане и/или рулиране. Единствено крилната система остава почти непроменена.

## Кратко техническо описание
КБ-2А е двуместен учебно-тренировъчен биплан със смесена конструкция. Тялото представлява метална ферма, чиято обшивка е от дуралуминий и плат; опашните плоскости също са с метален скелет и обшити с плат. Крилете са двулонжеронни, правоъгълни в план, с елиптични дъги. Двигателят е закрит с обтекател тип NACA. Колесникът е триточков с бекил (опора) вместо опашно колело, като основните му стойки се крепят само за тялото, за разлика от КБ-2УТ, където са прикрепени към долно крило.

## Експлоатация
Самолетите КБ-2А са предадени на Учебния полк в Казанлък, където са експлоатирани до изтичане на пълния им технически ресурс. Въпреки че са изключително надеждни в конструктивно отношение, оказва се, че управлението им е сложно за начинаещи пилоти и затова са използвани основно за обучение на летците-инструктори.